# Tozeuma

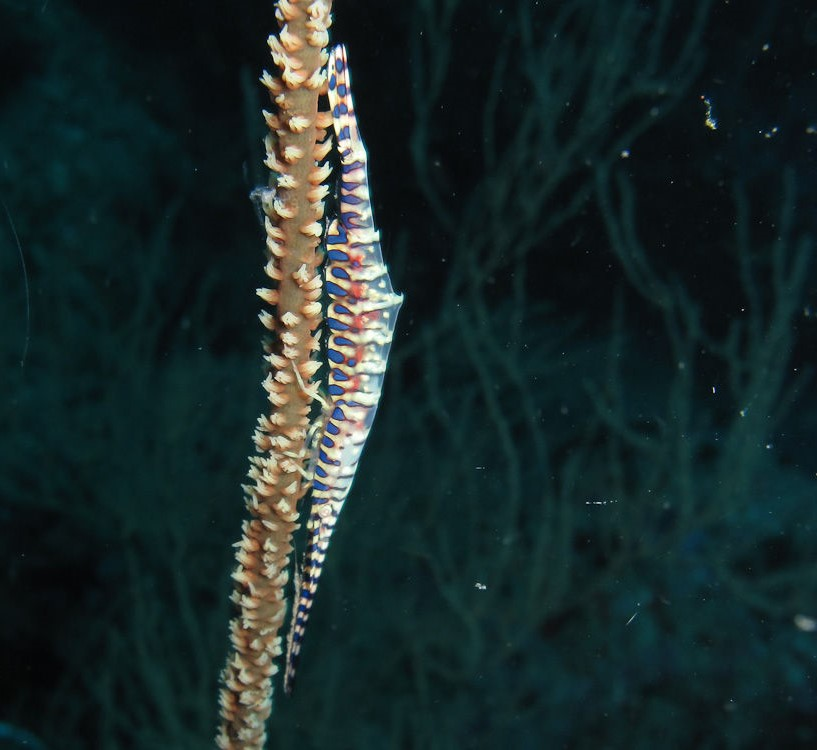
Tozeuma armatum, en Koh Phangan, Tailandia

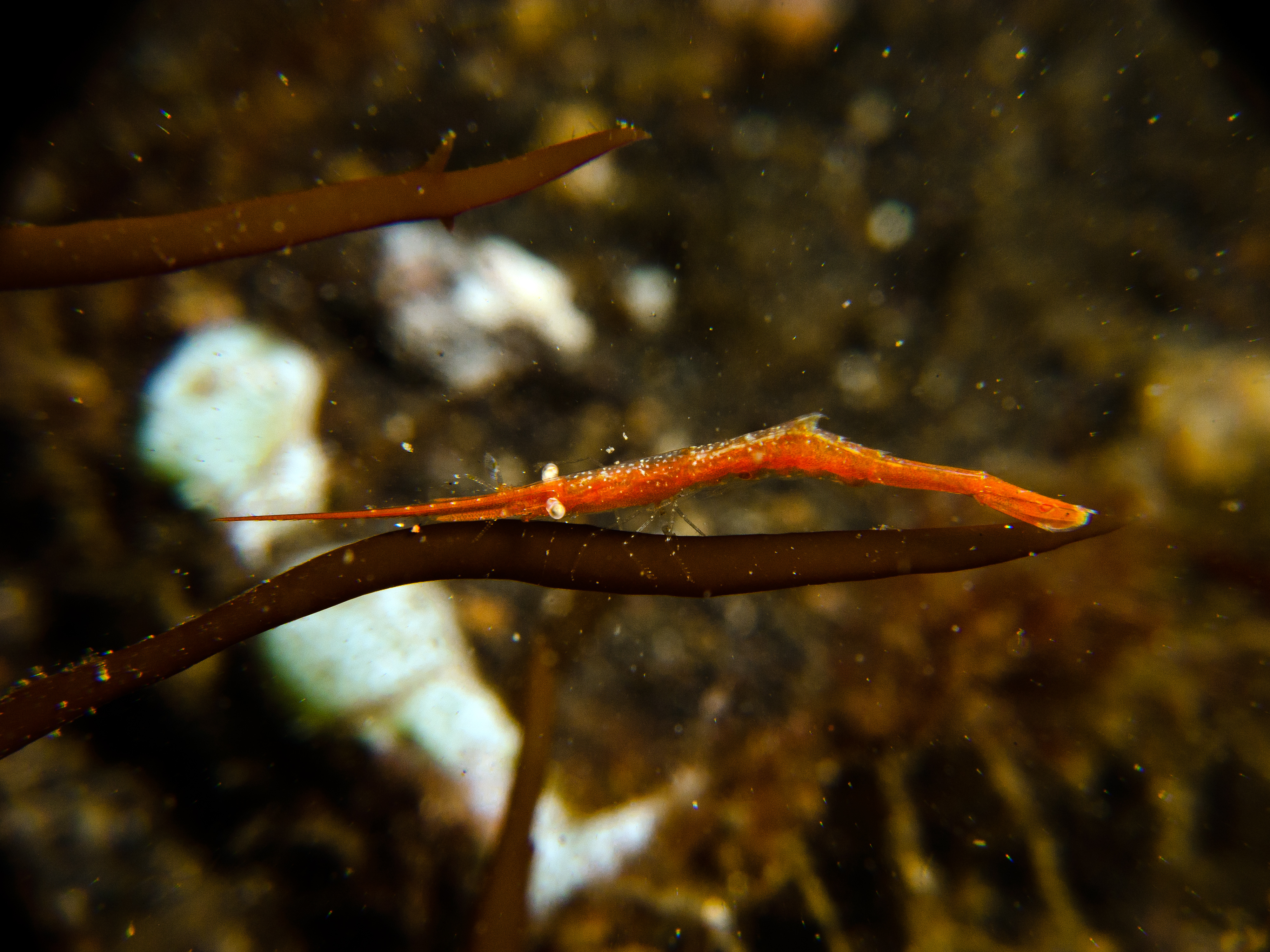
Tozeuma lanceolatum en Indonesia

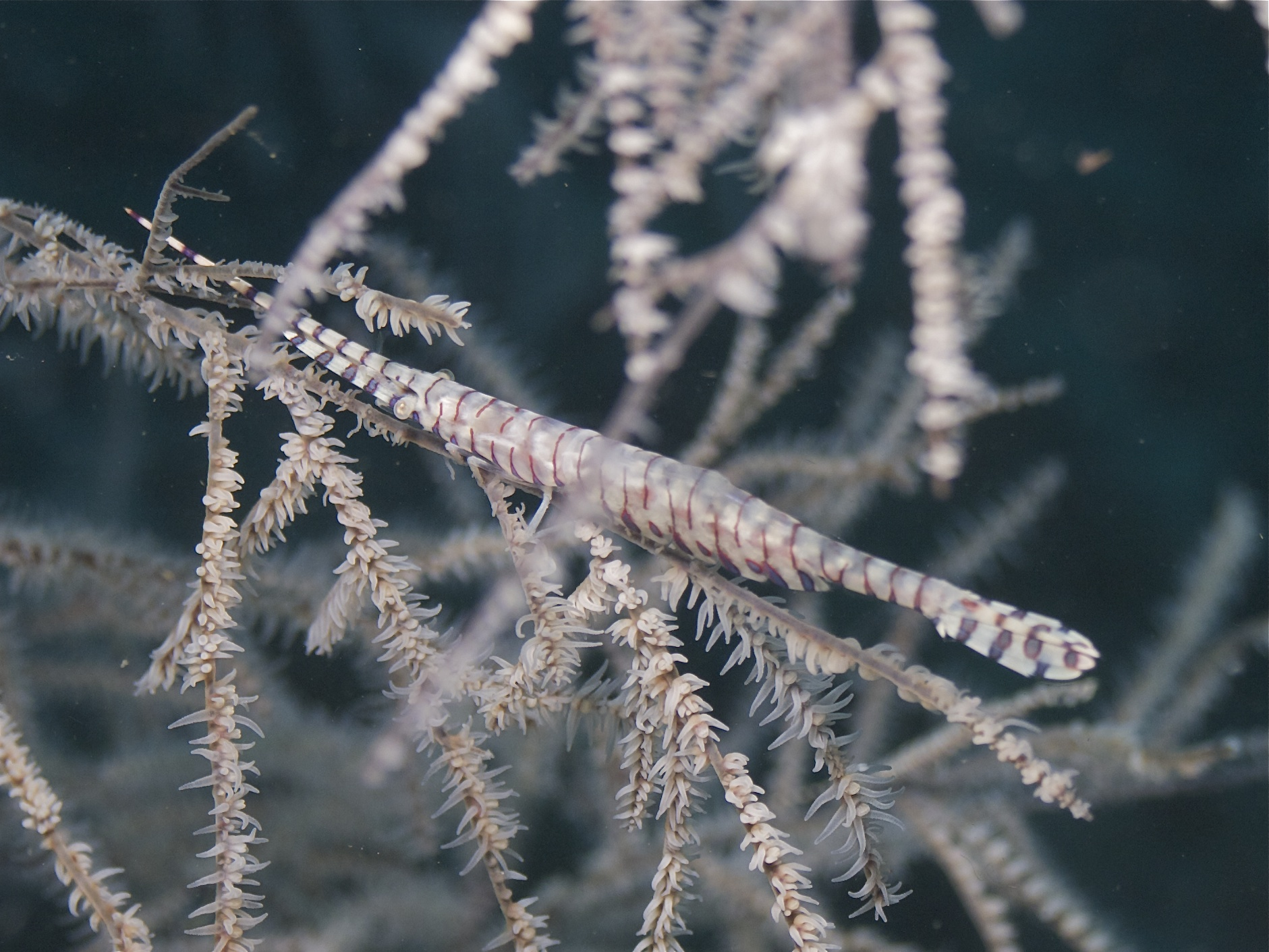
T. armatum en Filipinas

Tozeuma es un género de gamba, o camarón, de la familia Hippolytidae, orden Decapoda.

## Especies
El Registro Mundial de Especies Marinas acepta las siguientes especies:
- Tozeuma armatum Paul'son, 1875
- Tozeuma carolinense Kingsley, 1878
- Tozeuma cornutum A. Milne-Edwards, 1881
- Tozeuma elongata (Baker, 1904)
- Tozeuma erythraeum Nobili, 1904
- Tozeuma kimberi (Baker, 1904)
- Tozeuma lanceolatum Stimpson, 1860
- Tozeuma novaezealandiae Borradaile, 1916
- Tozeuma pavoninum (Spence Bate, 1863)
- Tozeuma serratum A. Milne-Edwards, 1881
- Tozeuma tomentosum (Baker, 1904)

Especies renombradas por sinonimia:
- Tozeuma armata Paul'son, 1875 aceptada como Tozeuma armatum Paul'son, 1875
- Tozeuma carolinensis Kingsley, 1878 aceptada como Tozeuma carolinense Kingsley, 1878
- Tozeuma novae-zealandiae Borradaile, 1916 aceptada como Tozeuma novaezealandiae Borradaile, 1916

## Descripción
Son extremadamente alargadas, con el rostrum el doble de largo que el caparazón, y aproximadamente un tercio de su longitud total, que sobrepasa del pedúnculo de las antenas, armado ventralmente, raramente en el dorso, con un filo ventral que no se proyecta mucho más allá entre las bases de las antenas. Tienen dientes en la parte inferior. El abultamiento del abdomen presenta una espina vuelta hacia atrás. El integumento no es rígido.

## Alimentación
Omnívoros, se alimentan de parásitos y bacterias, y también, de restos orgánicos y detritos vegetales, algas o larvas.

## Hábitat y distribución
Habitan aguas templadas y tropicales. En latitudes que abarcan un rango de temperaturas entre 17.21 y 25.63 °C, y profundidades en un rango entre 1 a 231 m.
Suelen habitar en bahías y estuarios. Viven asociadas a camas de algas, como Zostera o Diplanthera en latitudes del hemisferio norte, y a Thalassia o Cymodocea en aguas tropicales. También ocurren en corales de los géneros Antillogorgia, Pseudopterogorgia o Pterogorgia.
Se encuentran ampliamente distribuidos en el Índico, incluido el Mar Rojo, el Pacífico, así como en el océano Atlántico oeste, desde Massachusetts hasta Brasil.

## Reproducción
Las gambas Tozeuma son gonocoricas, o de sexos separados. El espécimen más grande hace generalmente la función de hembra. 
El apareamiento se produce justo después de la muda de la hembra. El macho monta a la hembra y deposita su esperma en el receptáculo de esperma de la hembra. La hembra puede almacenar el esperma durante varios meses antes de fertilizar los huevos. Los huevos son de forma oval, de color amarillento o verde, dependiendo de la fase de maduración en que se encuentren, y los llevan debajo del abdomen; eclosionan de noche y las larvas se convierten en parte del plancton. Después de una serie de mudas las larvas se asientan en el fondo.